# Hemiteles incertus
Hemiteles incertus är en stekelart som beskrevs av Taschenberg 1865. Hemiteles incertus ingår i släktet Hemiteles och familjen brokparasitsteklar. Inga underarter finns listade i Catalogue of Life.